# パンカブト
パンカブトあるいはパンサイカブトとは、南アメリカに生息するサイカブトの1種。大型の個体には長い角があり、胸角はアーチ状に曲がり、頭角は先端で二股に分かれる。中型個体では胸角がメンガタカブト属のように二股に分かれ、先端が丸みを帯びる。角もそこまで大きくはならない。また、本種には雌にも頭角のみではあるが、角があり、これはカブトムシの中ではとても珍しい。大型動物に遭遇するなどの危機に瀕すると、脚を完全にお腹側にたたみ「死んだふり」（擬死）をする。
体長は4cmから9cm程。ブラジル、コロンビア、ペルー、ベネズエラ、エクアドルに生息する。1属1種だが、Enema endymionを含めることもある。
なお、ジャレコのゲーム「バトル昆虫伝」にも出ている。